# Càmera d'alta velocitat
La càmera d'alta velocitat és un dispositiu capaç de realitzar una gravació de moviments molt ràpids sense perdre gran informació en el temps. D'aquesta manera, en la reproducció, es pot observar el detall de cada canvi d'estat del succés enregistrat (slow-motion).

## Funcionament
La càmera d'alta velocitat pot filmar fins a 250.000 fotogrames per segon mitjançant la rotació de l'obturador de segments i se sincronitza amb un prisma de rotació o mirall rotatiu i alhora transport de la pel·lícula. La pel·lícula es mou suaument per davant del prisma rotatiu que gira sincronitzat al pinyó de pel·lícula principal. Cada moviment rotatori del prisma "pinta" el mateix nombre de marcs a la pel·lícula com cares té el prisma. Així l'obturador defineix el temps d'exposició de cada marc, mentre que el prisma de compensació alimenta la imatge segons la pel·lícula, la qual està contínuament gestionada per evitar el desenfocament del moviment. En el cas del mirall rotatiu l'obturador s'obra i el mirall condueix les imatges a la pel·lícula. Aquest tipus de sistema és capaç de realitzar 1,000,000 fotogrames per segon. Utilitzant aquesta tècnica es pot estirar un segon a més de 10 minuts de temps de reproducció.

Un factor important a l'hora d'enregistrar amb les càmeres de vídeo d'alta velocitat és l'exposició. A les càmeres de vídeo d'alta velocitat aquest és un factor més important que en altres sectors de composicions d'imatges. Mentre que les vídeo càmeres i les màquines de fotos convencionals treballen amb temps d'exposició en el rang de mil·lisegon, les càmeres d'alta velocitat treballen en un rang de microsegon. Respecte a l'exposició cal esmentar que les càmeres de vídeo d'alta velocitat en blanc i negre (monocrom) són tres vegades més sensibles que les càmeres d'alta velocitat a color treballant amb el mateix temps d'exposició. Això significa que potser calgui multiplicar per tres el factor del temps d'exposició a les càmeres a color, o usar fonts de llum més potents. Aquest últim és on trobem un problema, ja que si es necessita una llum molt brillant per poder filmar a 100.000 fotogrames per segon pot provocar, de vegades, la destrucció de la captura per la calor de la il·luminació en la cinta de pel·lícula.

## Història
Tot el desenvolupament en les càmeres d'alta velocitat se centra ara en les càmeres de vídeo digitals, que tenen moltes més funcions i millor relació cost - benefici enfront de les càmeres de pel·lícula. Aquesta evolució va encaminada cap a més càmeres de miralls rotatius amb sensors d'imatge proporcionant a l'usuari final en resultat immediat dels seus esdeveniments enregistrats.
La introducció del sensor CCD (Charge Coupled Device), dispositiu de càrrega acoblada, va revolucionar la velocitat en l'obtenció de les imatges cap allà el 1980. Aquesta configuració eliminava els artefactes d'escaneig. El control precís del temps d'integració reemplaçava l'ús de l'obturador mecànic. Tanmateix, l'arquitectura de CCD limitava l'índex a què les imatges es podrien llegir del sensor. La introducció de la tecnologia dels sensors CMOS (Metall Òxid Semiconductor Complementari) semiconductors d'òxid de metall, una altra vegada revolucionava la velocitat durant els anys 1990. Basat en els mateixos materials com la memòria informàtica, el procés del CMOS és més barat per construir que el CCD i més fàcil d'integrar-se amb funcions de memòria i processament, encara que la qualitat d'imatge i rendiment del CCD encara són comparables favorablement. Els avenços recents en els dispositius digitals dels sensors d'imatges són capaços de proporcionar resolucions temporals superiors a 20.000.000 fotogrames per segon. Avui en dia encara hi ha una lluita entre aquests dos dispositius. El repte, ara, és en tenir velocitat i resolució angular a un alt nivell alhora. Per tant, les noves càmeres d'alta velocitat han de proporcionar una gravació d'alta velocitat juntament amb resolució i qualitat d'imatge. La resolució de la càmera de vídeo digital depèn principalment del nombre de píxels del sensor, mentre que la velocitat vindrà deguda el temps d'obertura de la lent. L'altre branca a treballar és la sensibilitat, la qual proporciona l'acompliment necessari per a situacions de llum baixa o ús amb lents extremadament llargues, els quals inclouen diverses funcions per millorar la qualitat de la fotografia sota condicions d'il·luminació adverses, auto-exposició...
Diversos aspectes a tenir en compte a l'hora d'avaluar una càmera d'alta velocitat són la velocitat, la resolució angular o la sensibilitat.

## Elements Bàsics

### Sensors d'Imatge
El sensor d'imatge està compost per milions de petits semiconductors de silici, que capten els fotons (elements que componen la llum, l'electricitat). A major intensitat de llum, més càrrega elèctrica existirà. Aquests fotons desprenen electrons dins del sensor d'imatge, els quals es transformaran en una sèrie de valors (dades digitals) creant un píxel. Per tant, cada cèl·lula que desprengui el sensor d'imatge es correspon a un píxel, el qual, formarà cada punt de la imatge. Per captar la imatge en color es necessiten diversos sistemes de filtres de color en el sensor d'imatge. Un dels filtres més coneguts és el filtre CFA.

### Obertura de la lent
Cal controlar la quantitat de llum que arriba a la superfície del sensor, ja que massa llum genera "imatges blanques" i poca llum genera "imatges fosques", aquest control es realitza gràcies a l'obertura de la lent.
D'aquesta forma una petita obertura fa que la profunditat del camp de visió sigui major, mentre que una obertura més gran li dona una profunditat reduïda de camp.

### Velocitat de tir
La velocitat de tir està relacionat amb la quantitat de llum que passa a través de l'obertura i es defineix com la quantitat de temps en què l'obertura de la càmera roman oberta. Una velocitat de tir menor "congelarà el moviment" sobre l'escena, però una velocitat de tir major farà que aquesta sigui borrosa.

## Aplicacions
L'evolució en els mètodes i sistemes de producció on prevalen la rapidesa i la qualitat, fan cada vegada més necessari l'ús de sistemes de visió, capaços d'observar el que passa en el procés en temps real i a velocitats de treball molt elevades. És aquí on les càmeres d'alta velocitat prenen importància en l'estudi i anàlisi d'aquests processos:
- Aplicacions industrials.
- Aplicacions en empreses farmacèutiques.
- Esport.
- Test d'impacte.
- Aplicacions militars.
- Manteniment de línies de producció.
- Assaig en vehicles (coixins de seguretat).
- Publicitat i broadcast.